# أكشا (معبد)
أكشا هو معبد مصري قديم، أعيد بناء جزء منه في متحف السودان القومي في الخرطوم. بنى المعبد رمسيس الثاني حوالي عام 1250 ق.م في أقصى شمال السودان حاليًا، على بعد بضعة كيلومترات جنوب فرس، على الجانب الغربي من النيل. موقع المعبد سيء إذ لا يرتفع عن مستوى فيضان النيل سوى بضع بوصات، أدى ذلك إلى تغلغل الماء إلى طبقات الجدران السفلية وتبلور الملح على أسطح الجدران وتآكل الأحجار على مر القرون، يوجد في موقع المعبد عدة مقابر وبعض من المكتشفات الأخرى.
بدأت أعمال التنقيب في أكشا عام 1963 بسبب بناء السد العالي الذي ستغرق بحيرته منطقة المعبد. اُعتبر المعبد جدير بالحفظ فقام علماء الآثار من جامعة غانا بإعادة بناء الجدار الغربي المتماسك للمعبد في حديقة المتحف القومي.

## حملات الإنقاذ
ونظراً لحدوث الفيضانات في المنطقة بسبب بناء السد العالي، روجت منظمة اليونسكو وحكومتي السودان ومصر لإعادة حفظ المعبد، قام علماء الآثار بحملة إنقاذ وحفظ وتحري، مُنحت المنطقة لعلماء الآثار الأرجنتينيين والفرنسيين، وشرعوا في تنفيذ ثلاث حملات تنقيب بين عامي 1961 و1963. جزاء هذا تبرعت حكومة السودان بقطع أثرية مختلفة لفرنسا والأرجنتين، وفي الأرجنتين مثلًأ بني جزء من المعبد في متحف لا بلاتا في عام 1977.

## معرض الصور

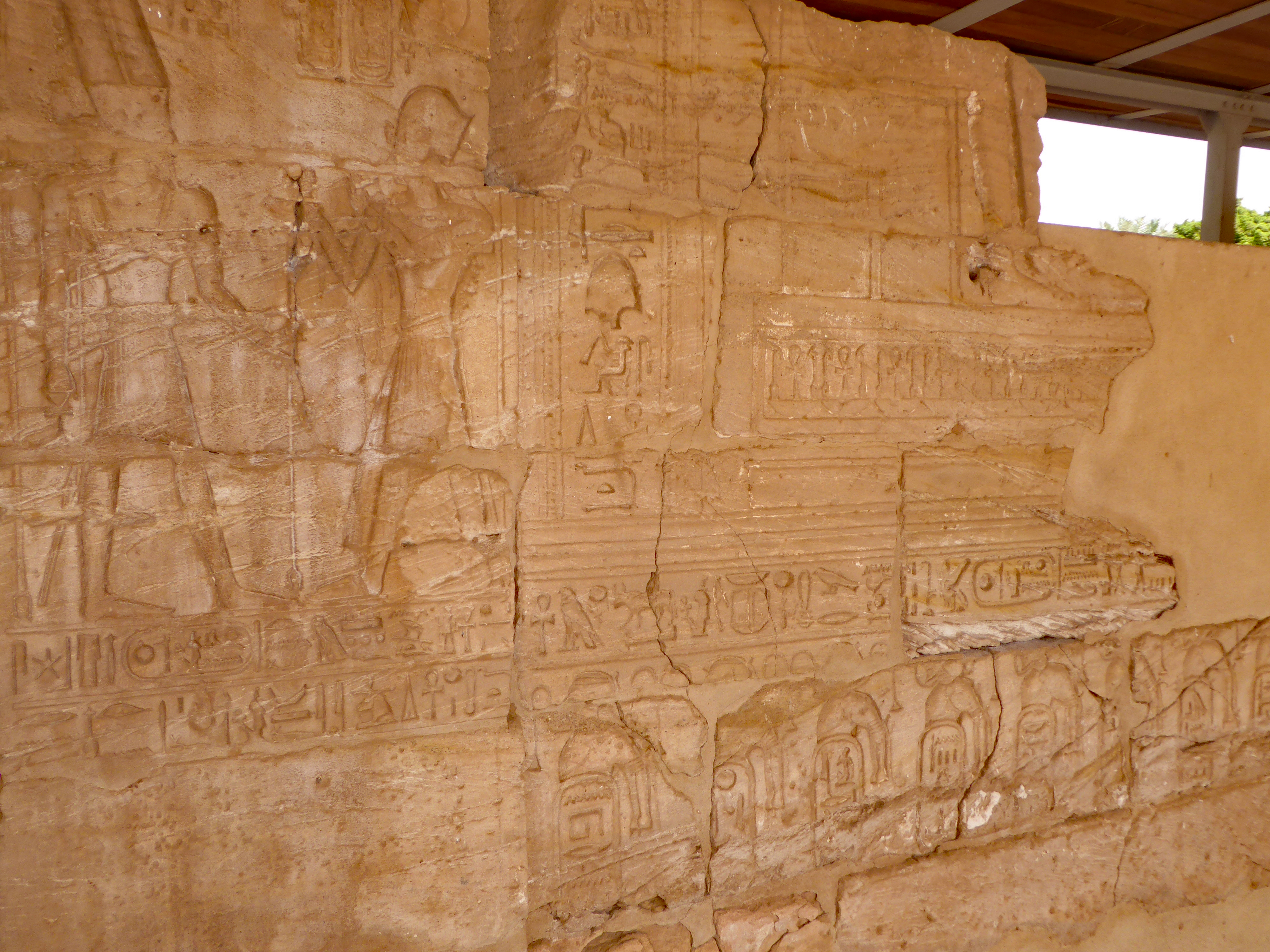
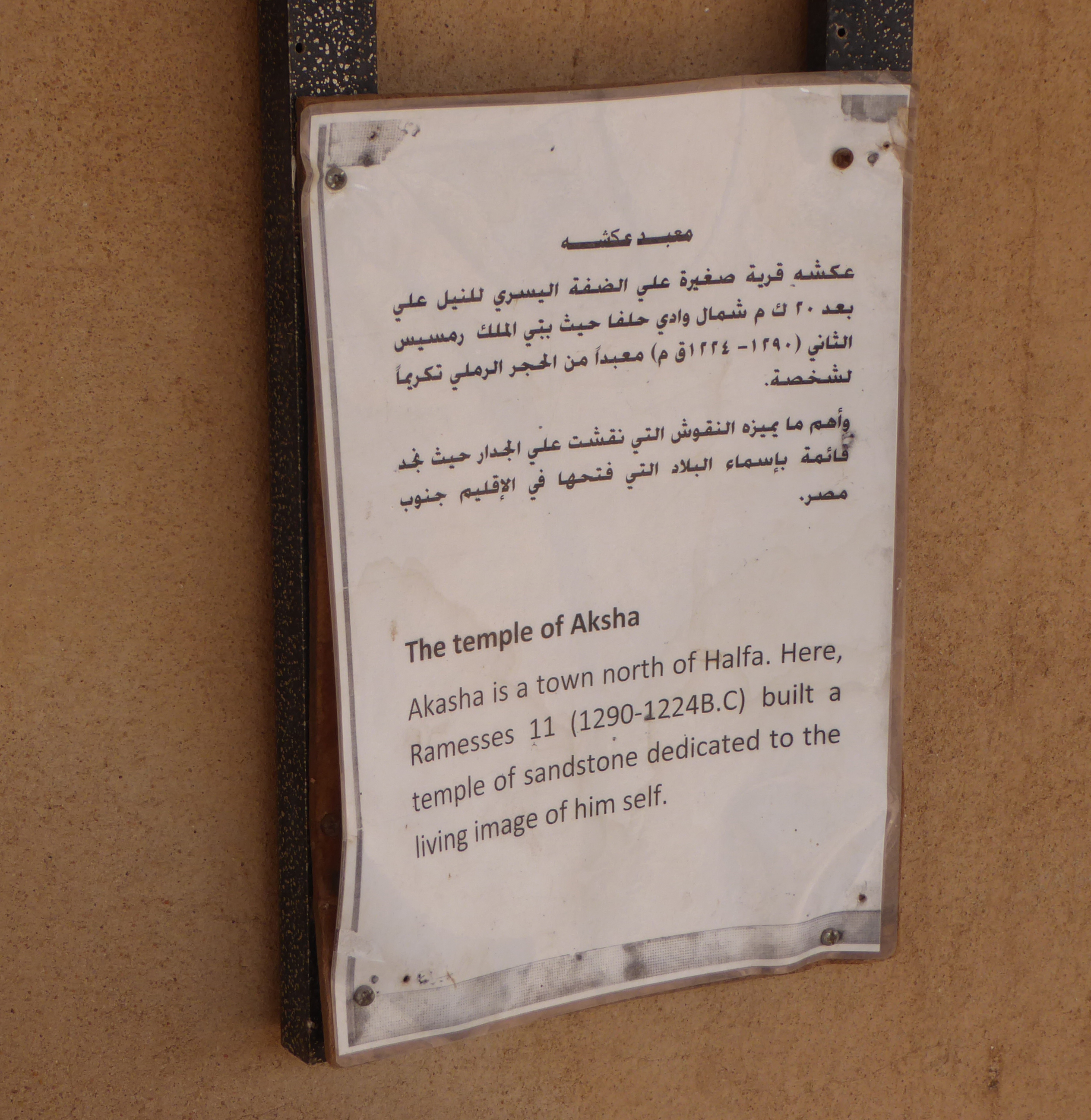
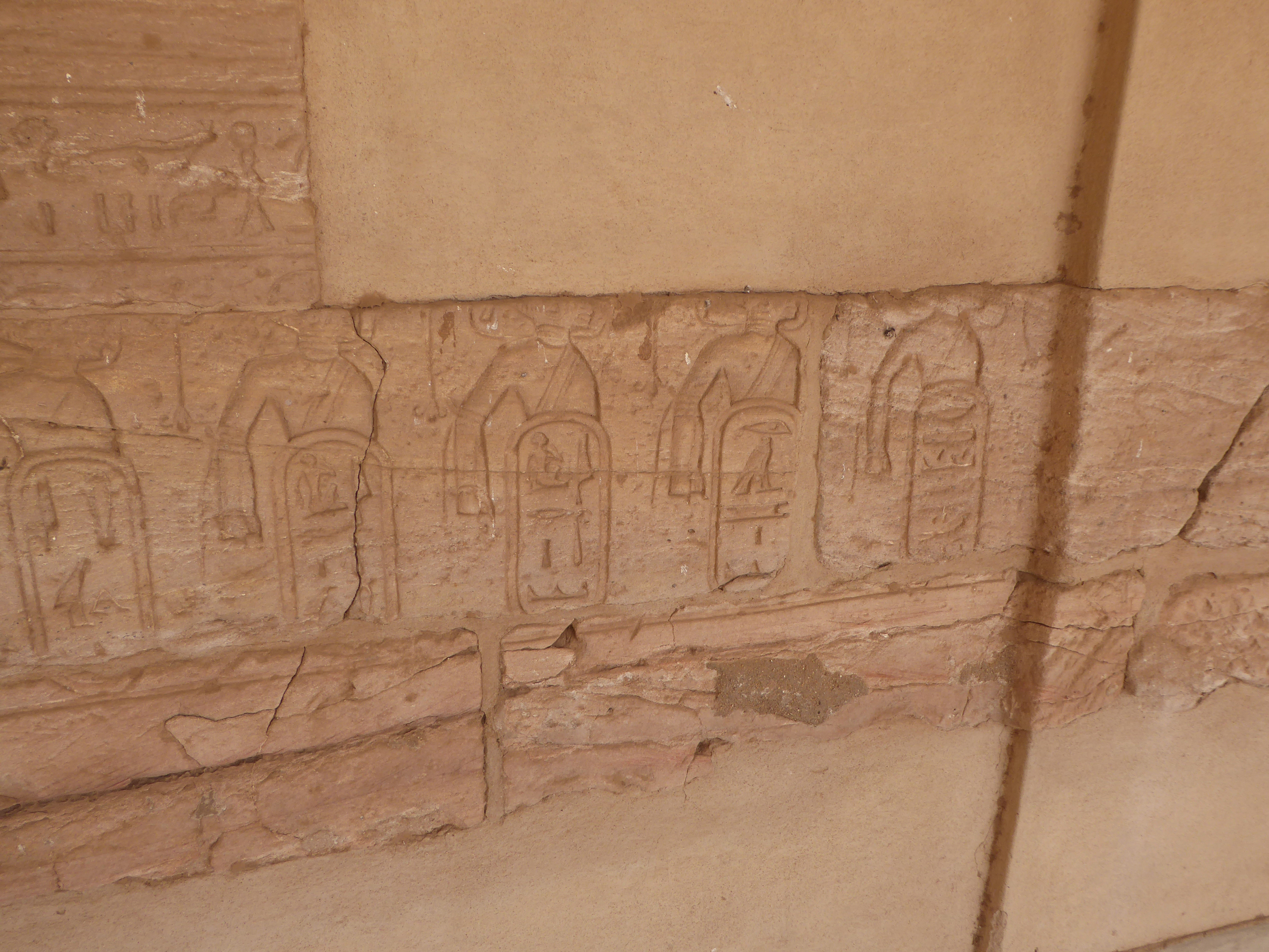
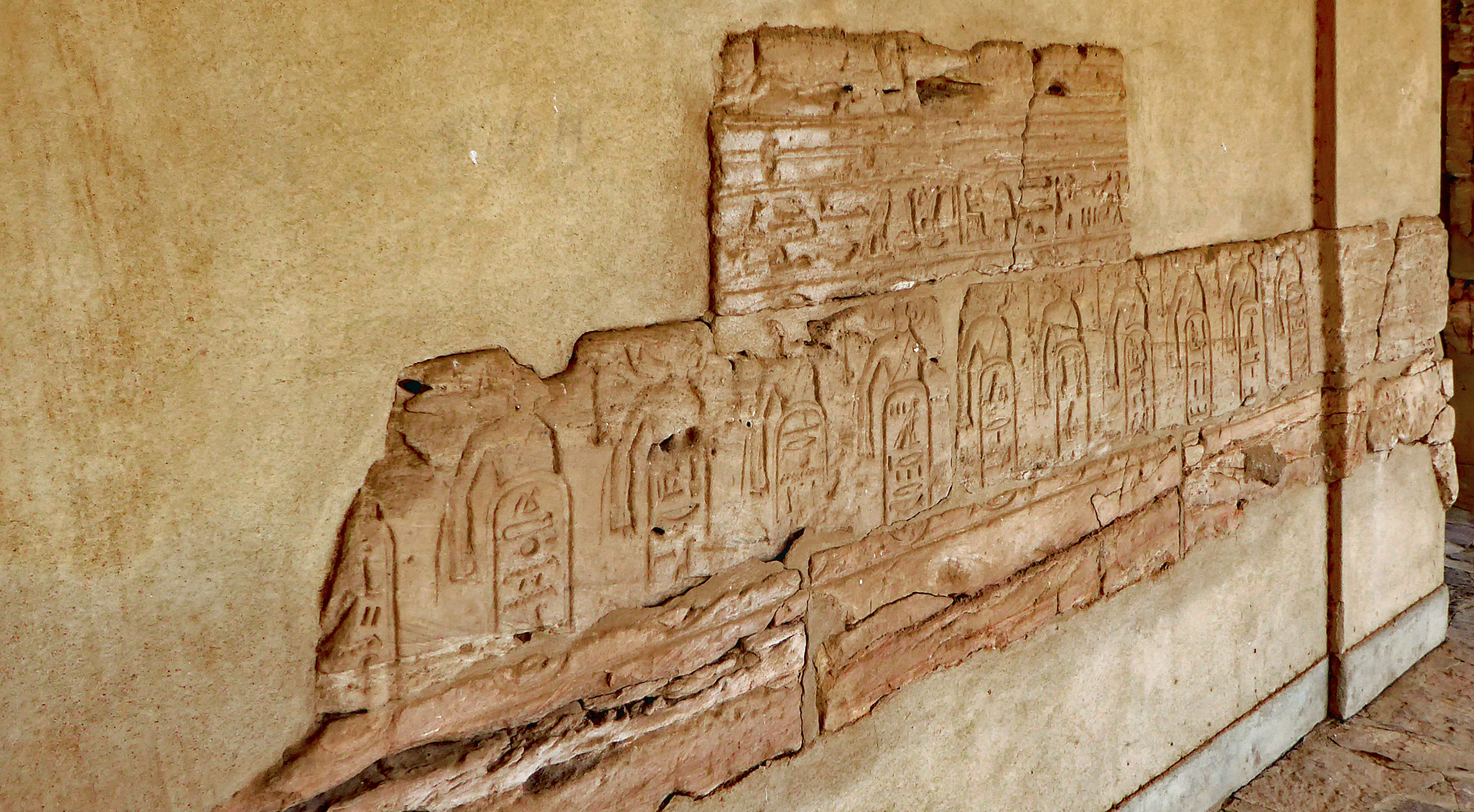
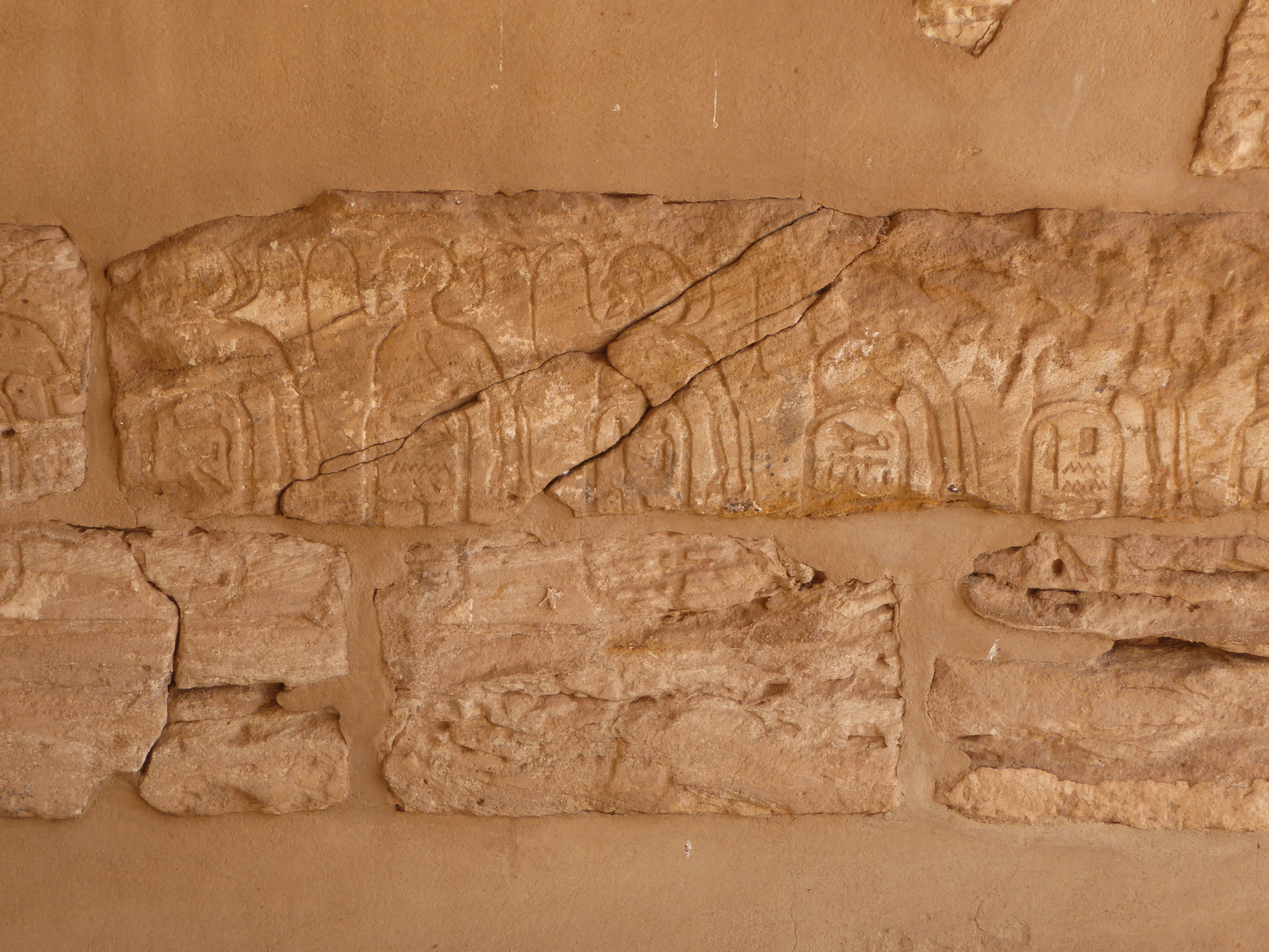
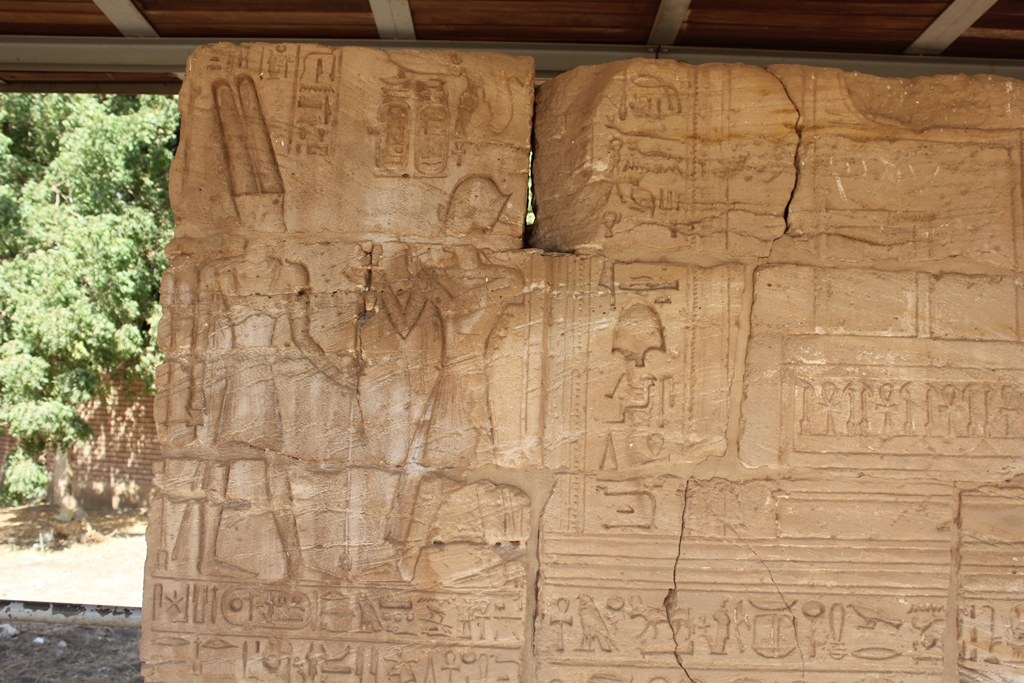

## قراءة إضافية
- Friedrich W. Hinkel: "Auszug aus Nubien". 2. Auflage. Akademie-Verlag, Berlin 1983.
- Auke A. Tadema, Bob Tadema Sporry: Unternehmen Pharao. Die Rettung der ägyptischen Tempel. Gustav Lübbe Verlag, Bergisch Gladbach 1978, (ردمك 3-7857-0213-2) (Originalausgabe: Operatie Farao's. Egypte's tempels gered! Fibula-Van Dishoeck, Haarlem 1977, (ردمك 90-228-3343-7)).

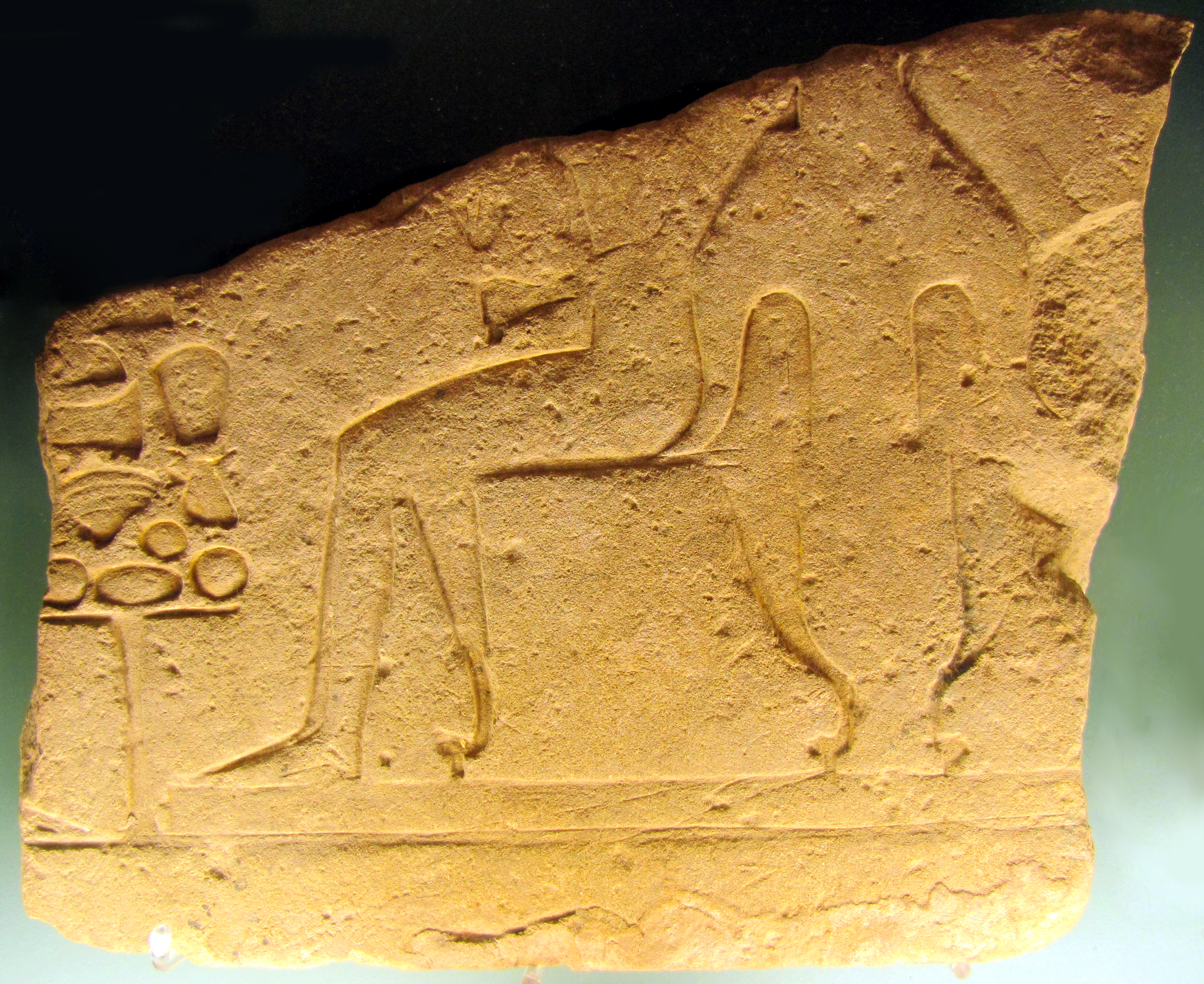
نقوش أثرية من معبد أكشا